# Meleoma stangei
Meleoma stangei är en insektsart som beskrevs av Penny 2006. Meleoma stangei ingår i släktet Meleoma och familjen guldögonsländor. Inga underarter finns listade i Catalogue of Life.